# 兵庫県立フラワーセンター

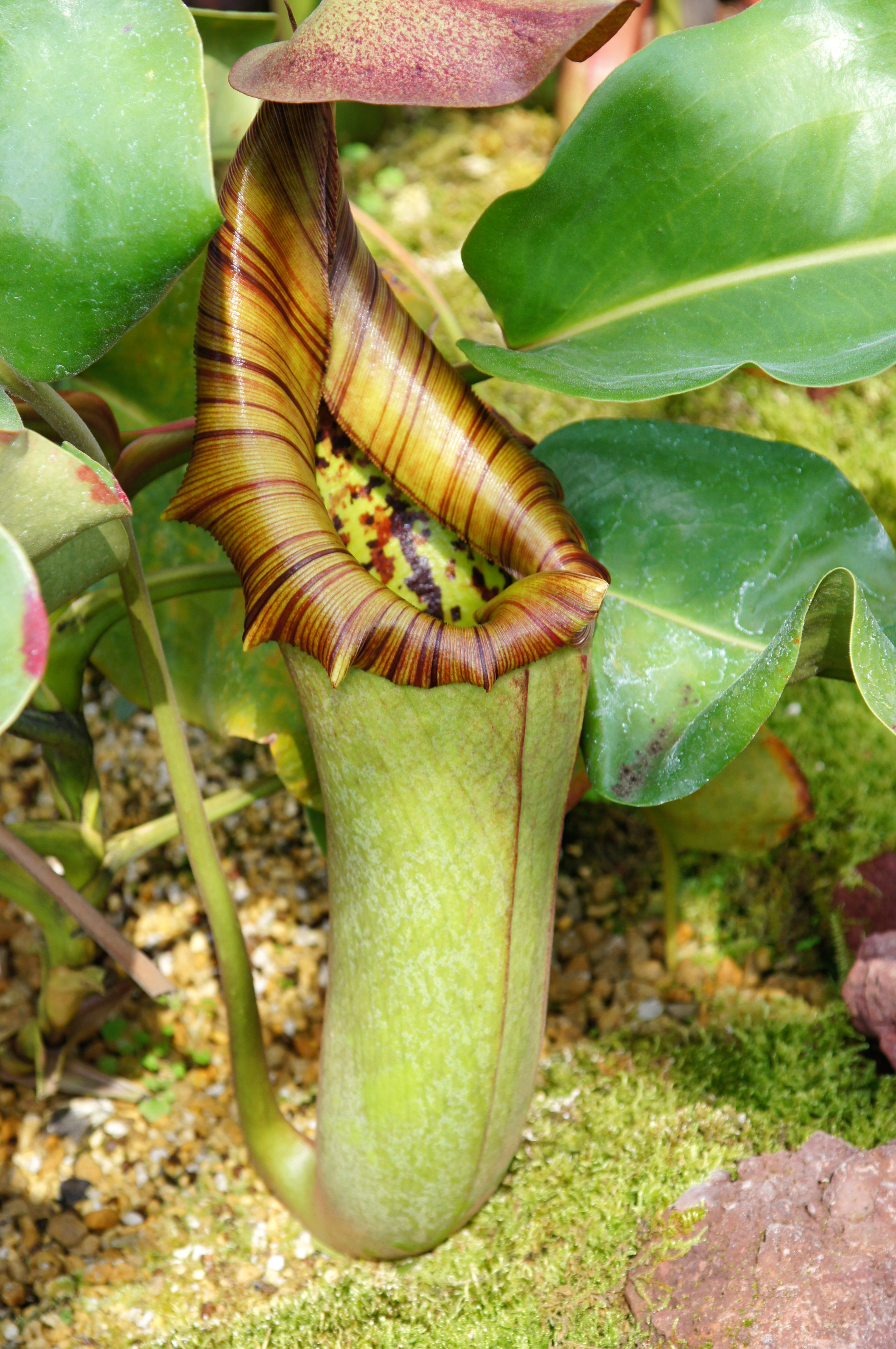
世界ギネス記録に指定されたウツボカズラ

兵庫県立フラワーセンター（ひょうごけんりつフラワーセンター）は、兵庫県加西市に位置する植物園。加西フラワーセンター、あるいは単にフラワーセンターとも呼ばれる。

## 概要
面積は46ヘクタールで、中央部の亀ノ倉池をはさみ、北半分にサクラ園、シャクナゲ園、ボタン園、アジサイ園、つつじの小道などがあり、南半分には中央花壇、風車前花壇、温室群などがある。なお、後述する2012年（平成24年）のリニューアル工事により、かつてあったハナショウブ園は姿を消し、芝生広場へと姿を変えた。
温室は入り口から「四季の花室」「球根ベゴニア室」「熱帯植物室」「ゲスネリア（イワタバコ科）室」「ラン室」「食虫植物室」「フラワーホール」の順に回る。食虫植物室はリニューアル工事により、旧熱帯花木室を大きく改装したものである。逆回りも可能。
ベゴニアとイワタバコ科と食虫植物は日本屈指のコレクションを誇る。なお、食虫植物は、リニューアル工事後は専用温室で見られるようになった（一部熱帯植物室にもあり、また時期により温室横の屋外、四季の花室での展示もあり）。

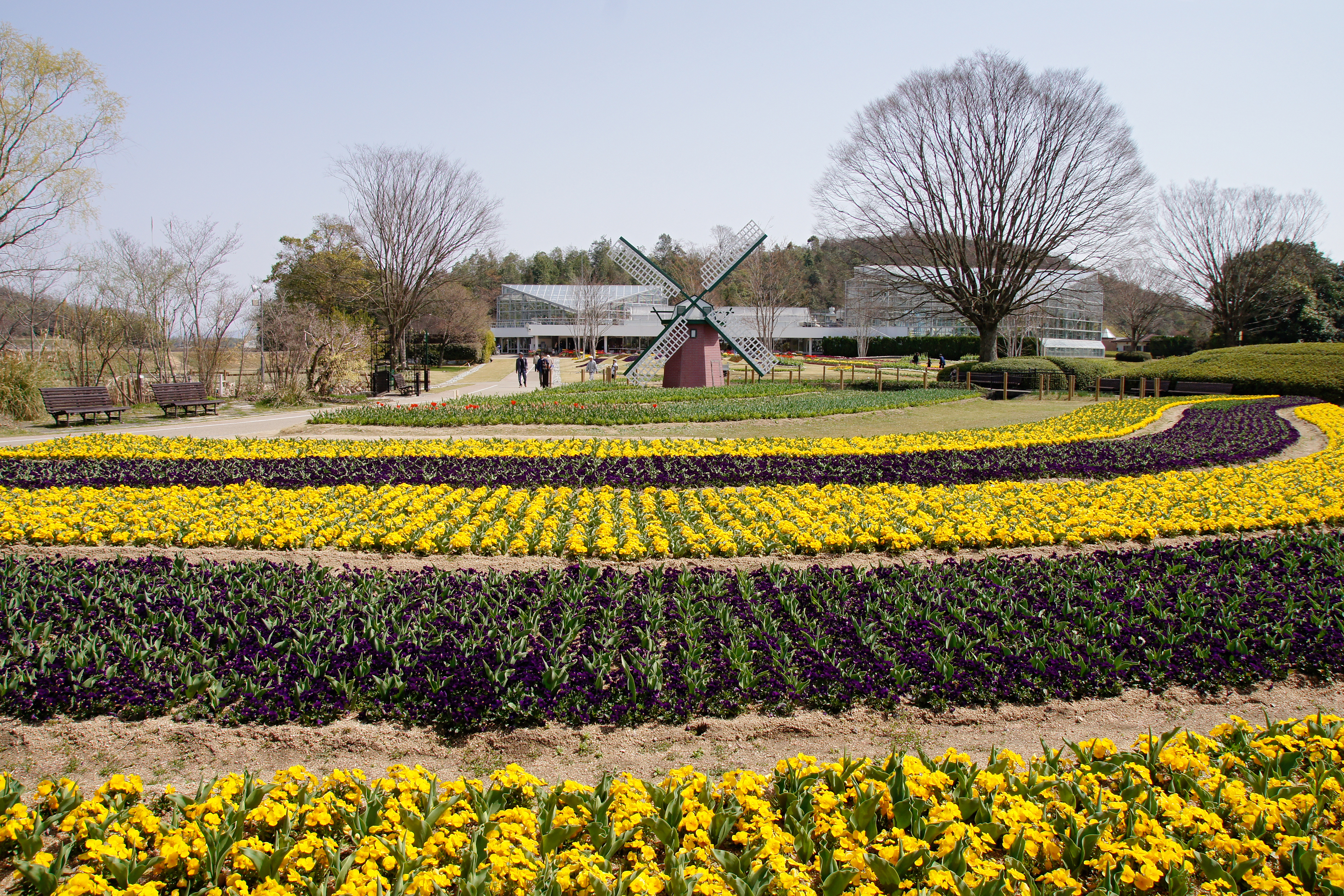
風車前花壇
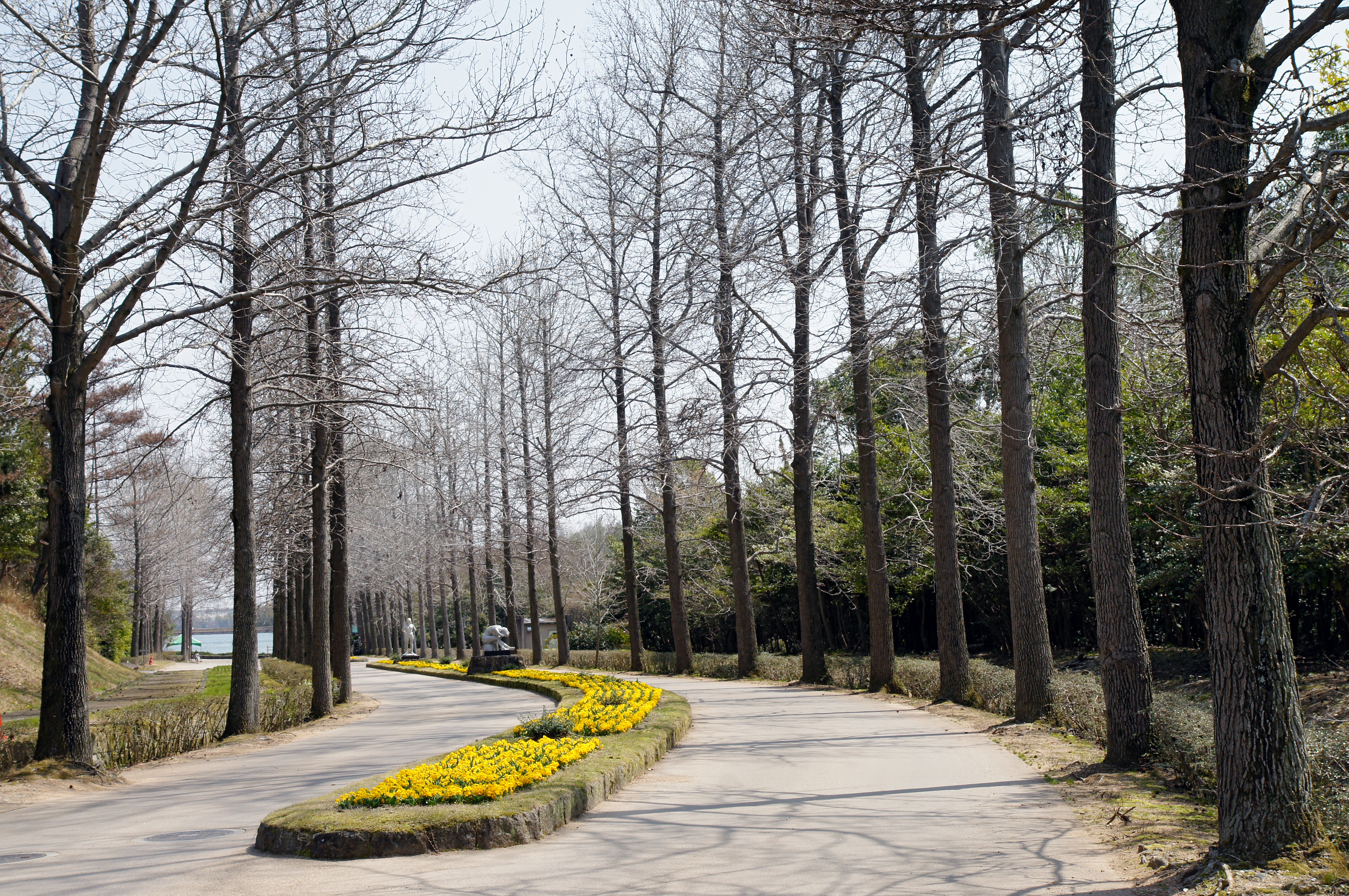
彫刻の道
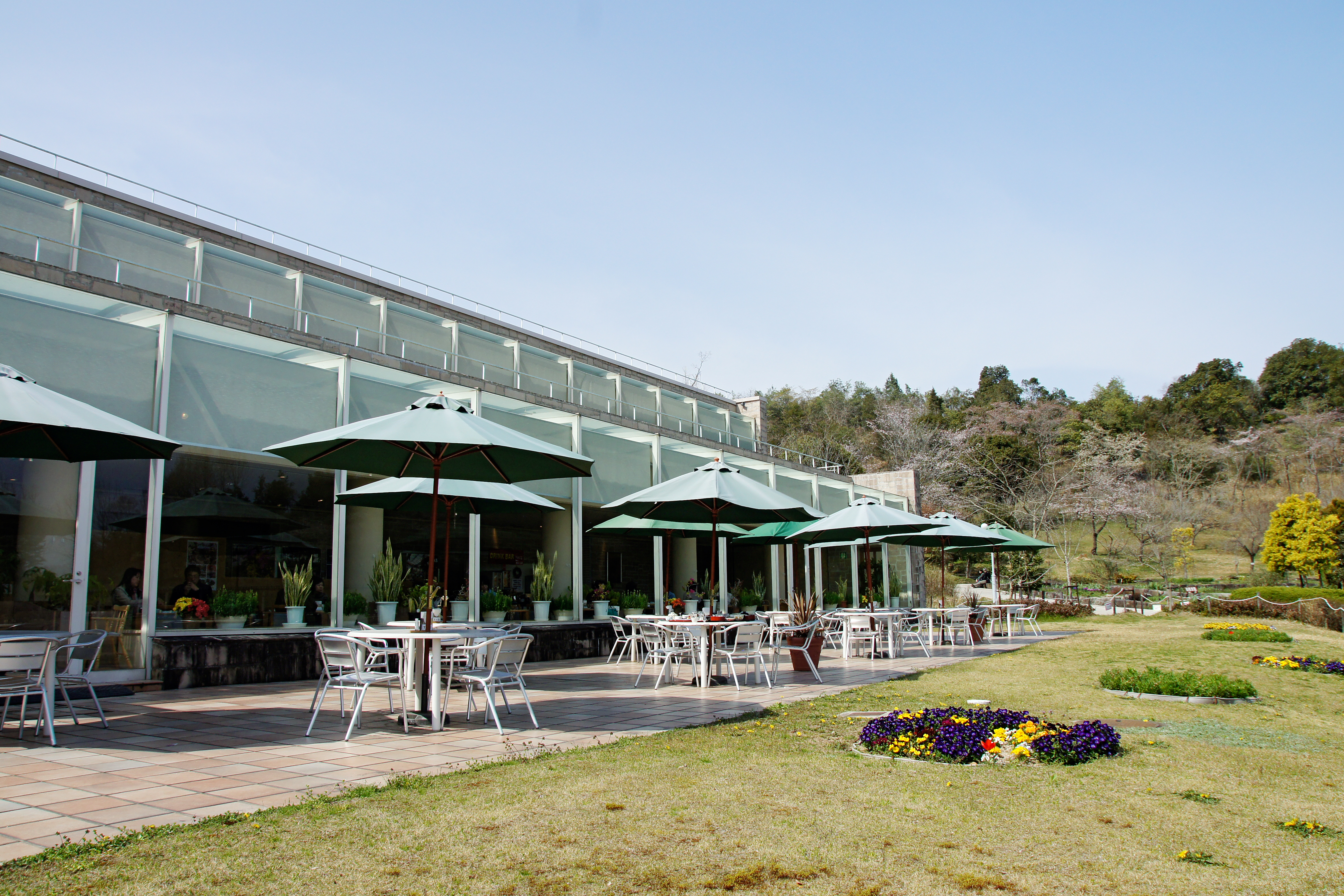
レストハウス
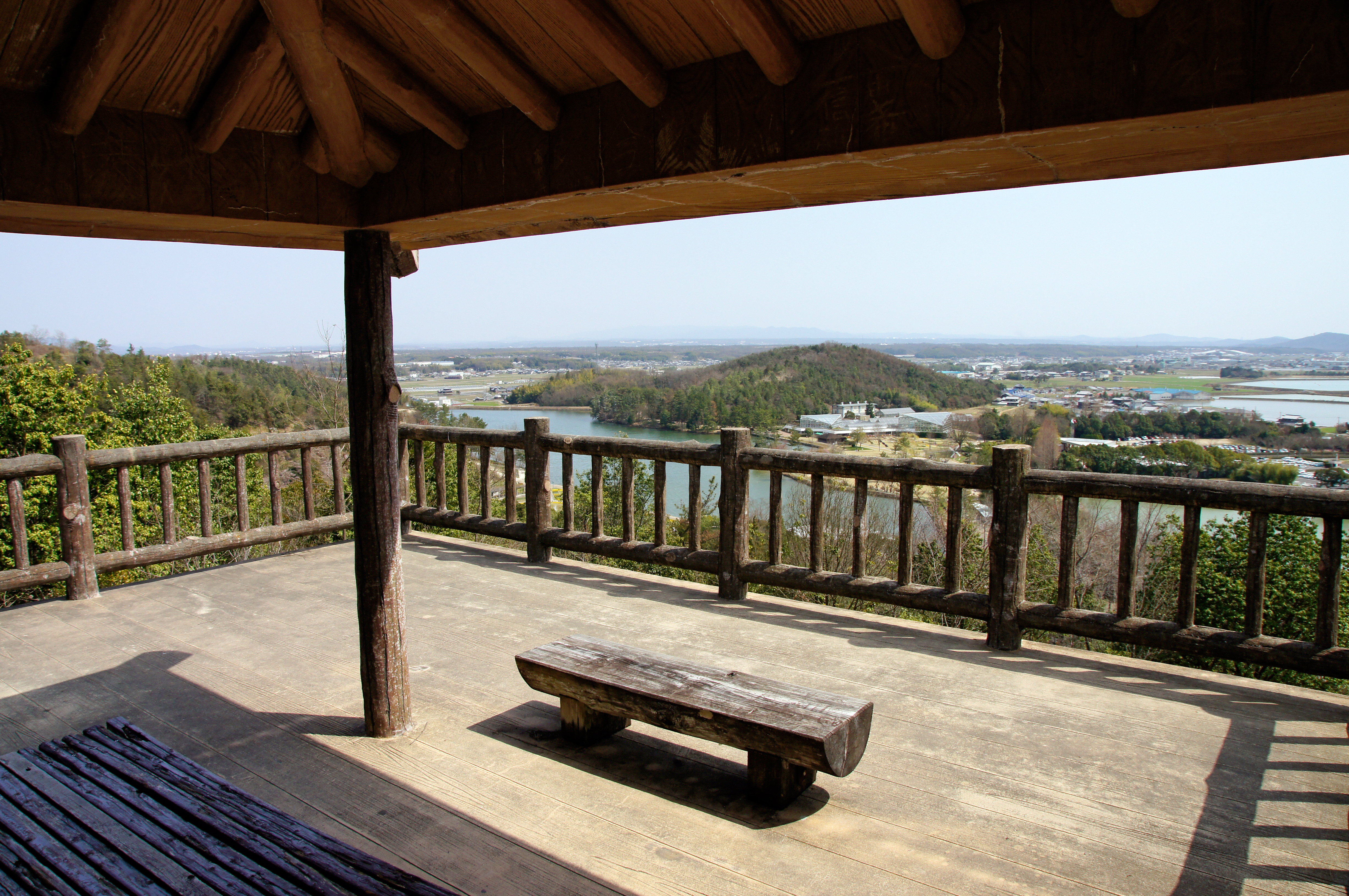
飯盛山展望台
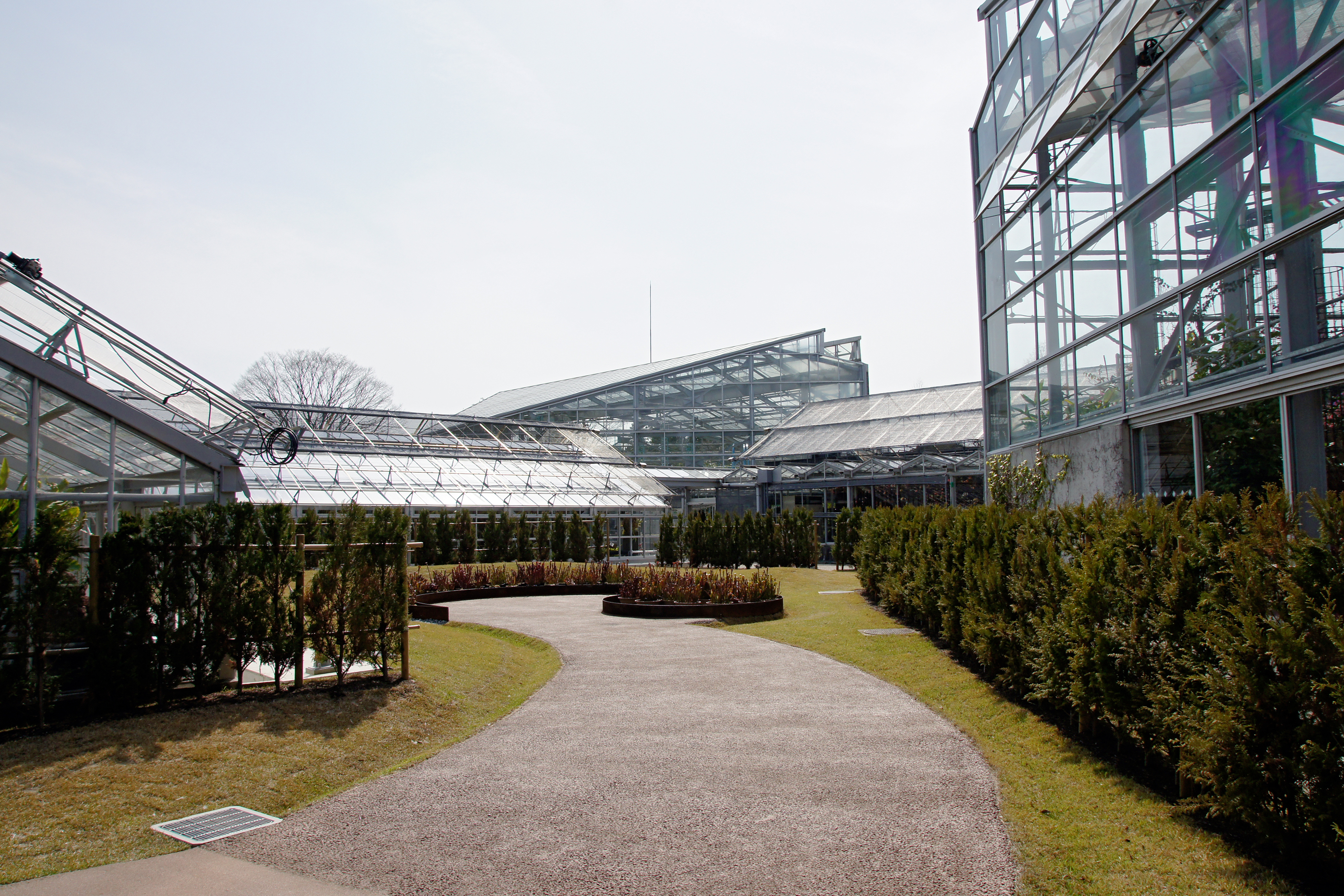
温室群
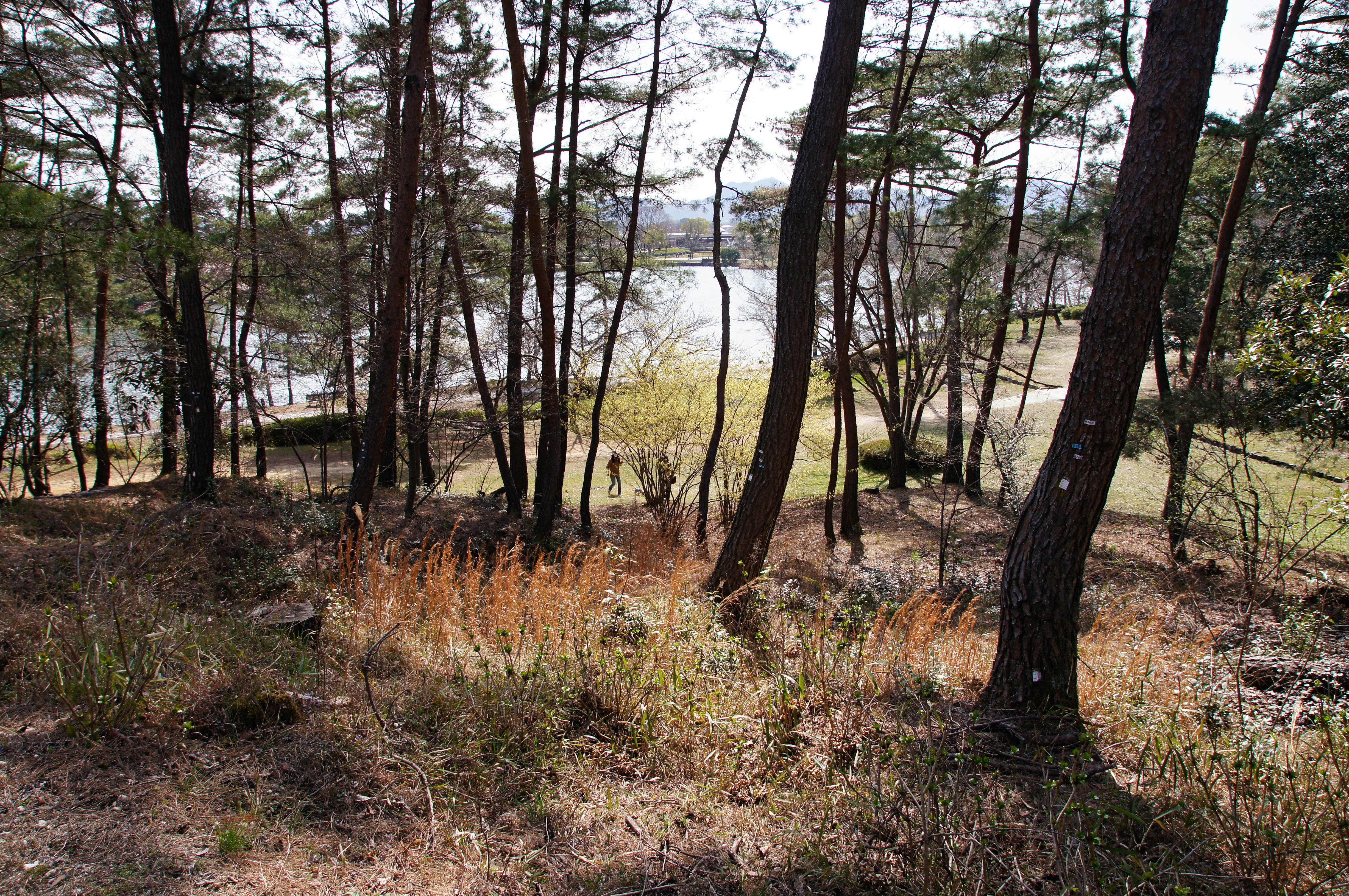
いこいの森麓
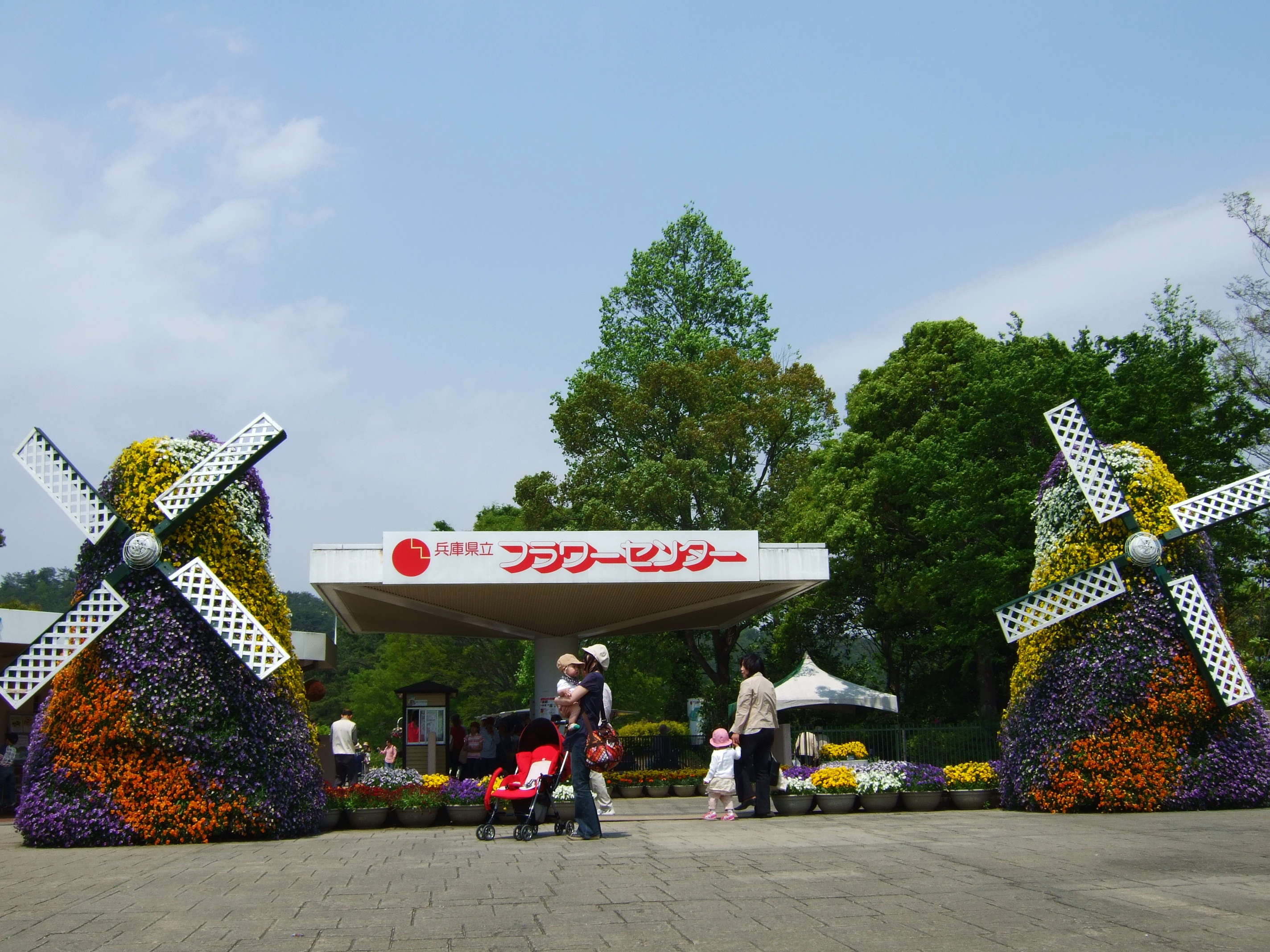
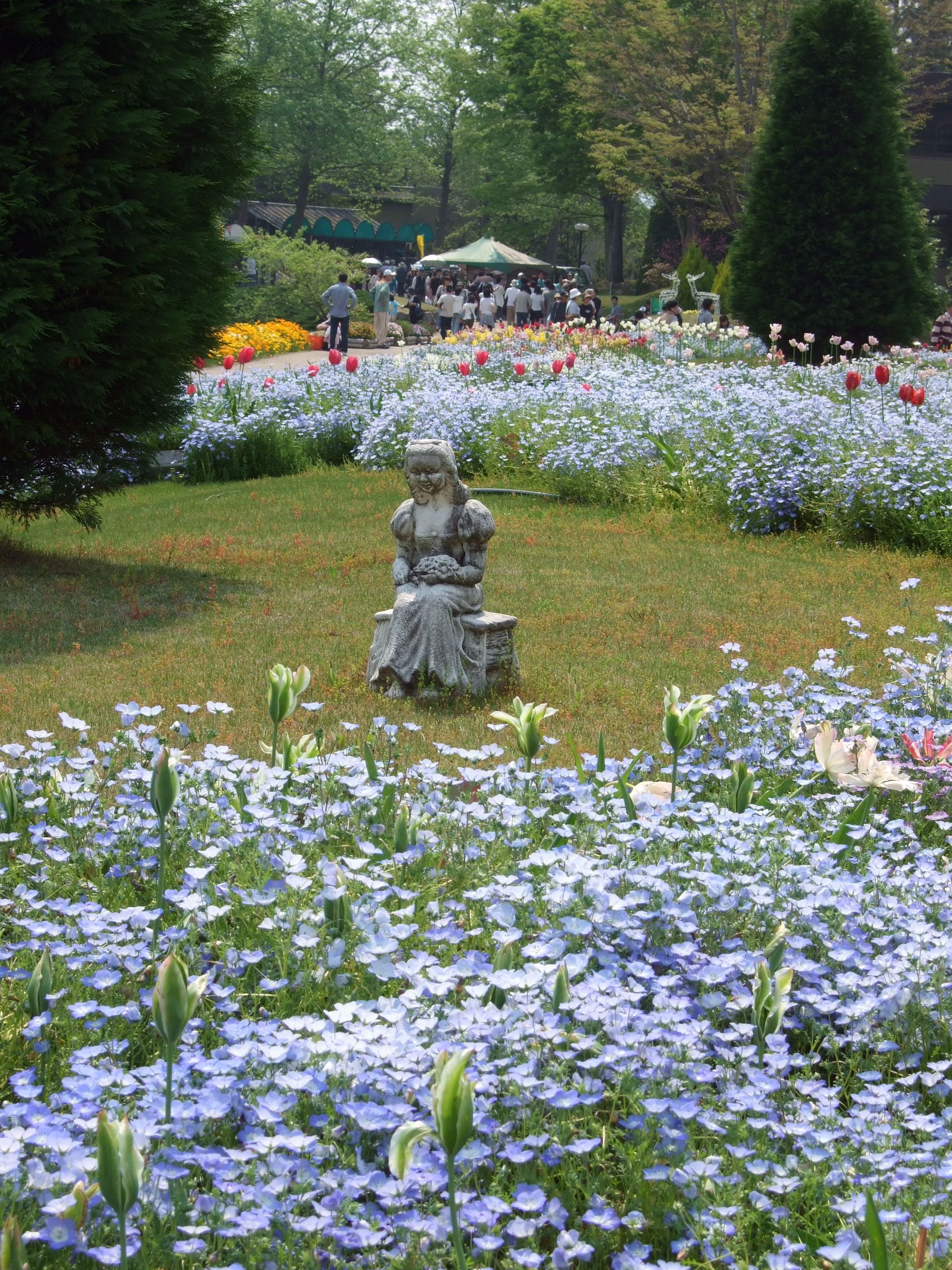
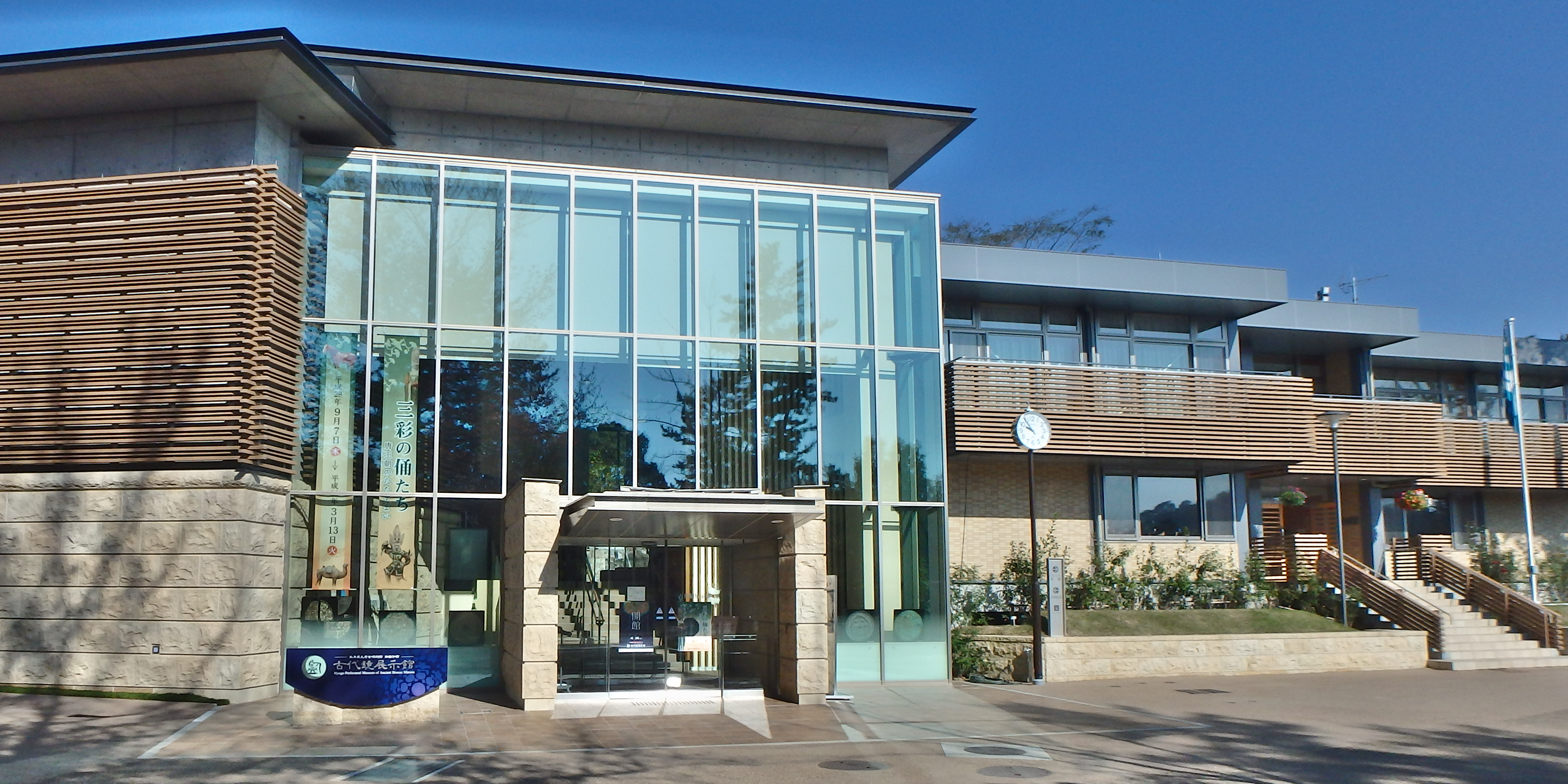
古代鏡展示館

## 入園データ
- 開園時間：9:00-17:00（入園は16:00まで）ただし年始特別開園中は入園最終時刻、閉園時刻をそれぞれ1時間早めることもある[4]。
- 休園日：毎週水曜（水曜日が祝日の場合は翌日）、年末年始（年始は通常2日から開園）。ただし、催し物によっては無休。
- 入場料金：大人550円、高校生以下無料、70歳以上250円、障害者100円、20名以上の団体(大人・70歳以上)は2割引、障害者の20名以上の団体は一人100円[5]。ひょうごっ子ココロンカードの対象施設。

## 交通アクセス
加西市を走る第三セクター鉄道・北条鉄道は当公園にちなんで、所有するディーゼルカーの車両形式にフラワを冠しているが、同鉄道各駅から当公園まではかなり離れている。乗り継ぎは、北条町駅からコミバス6系統青野原病院行きのみ。帰りの便はコミバス5系統イオンモール加西北条行きで「アスティアかさい（北条町駅）」となる。

### 公共交通
- JR・山陽電鉄姫路駅から神姫バス61系統「フラワーセンター南門前」行き乗車、終点下車（日曜・祝日のみ・午前中のみの発車）し徒歩1分、または「北条営業所」下車し徒歩30分。
- イオンモール加西北条から加西市コミュニティバス（神姫バス）九会線・フラワーセンター線「soraかさい」行き乗車、「フラワーセンター南門前」下車（平日のみ）（北条町駅前にも停車）[6]
- イオンモール加西北条から加西市コミュニティバス（神姫バス）soraかさい線「soraかさい」行き乗車、「フラワーセンター南門前」下車（土休日のみ）（北条町駅前にも停車）[6]
  - なお、北条鉄道の北条町駅では有料の自転車の貸し出しあり[7]。

### 道路
- 中国自動車道 加西インターチェンジから南へ3km
- 山陽自動車道 加古川北インターチェンジから北へ9km
- 兵庫県道23号三木宍粟線、兵庫県道716号玉野倉谷線沿い
- 加古川バイパス 加古川西ランプから北へ約15km

## 歴史
2006年（平成18年）4月、栽培が難しいとされるセントポーリアの原種ゲッツェアーナ （Saintpaulia goetzeana） の開花に成功。これは日本初と思われる。その後2016年（平成28年）までに10年連続で開花に成功している。
同じく2006年（平成18年）には世界で初めてウツボカズラの一種セーシェルウツボカズラ （1994年版 IUCNレッドリストで危急種あるいは絶滅危惧II類）の人工交配による種子からの繁殖に成功した。この種はセーシェルのマヘ島とシルエット島の、標高350-750m（IUCNレッドリストでの上限は標高500m）の範囲にのみ自生する（英語版記事、脚注8より）。なお、マヘ島の面積は150km2台、シルエット島に至っては20km2程度に過ぎない。2010年（平成22年）にこの種を母親に用いた世界初の種間交配に成功し（父親はen:Nepenthes khasiana）、2018年（平成30年)に初めて一般に公開された。品種名は同時に‛ももがさ'と発表された。
2008年（平成20年）9月1日より一年間入園し放題（休園日を除く）の年間入園パスポートの販売を始めた。価格は1500円。2016年（平成28年）4月1日に従来の1000円から値上げされたが、値上げ分は500円の鉢花券である。現地または郵送での申し込み。詳細は公式ホームページを確認のこと。2022年（令和4年）3月31日をもって販売を終了することが発表された。今後は入園放題は当園の有料会員（花家族の会）のみの特権となる。
2008年（平成20年）末ごろから除草目的も兼ねて2頭の雌ヤギを飼育していた。2014（平成26年）1月までに2頭とも死亡。
長年「加西サイサイまつり」の名で加西市が行ってきた催事を、2009年（平成21年）は会場を当園に変更して、8月2日「かさい 夏っ彩 夢フェスタ2009」の名で行った。その後2012年（平成24年）まで、市長の交代を経ながらも当園で4年連続で催された。2012年（平成24年）は午前は市役所駐車場で行われ、午後から会場を当園に移して行われた。しかし2013年（平成25年）には名称を旧に復し、また当園も会場からは外れて開催された。
2012年（平成24年）1月10日より施設の南側部分を閉鎖し、工事を行った。温室以外については同年4月21日のリニューアルオープンまでに工事が終了したが、温室の改修工事は同年5月7日に開始し、同年10月14日の再オープンまでに終了した。なお、これをもってグランドオープンとされる。
2017年（平成29年）4月14日、兵庫県立考古博物館の分館という位置づけの「古代鏡展示館」が開館した。中国の二里頭文化から宋の3000年に及ぶ時代の鏡を展示する。施設入館料は一般100円、高校生以下無料。但し当館はフラワーセンター敷地内に立地しており、当館専用の駐車場や外部との出入口がないことから、フラワーセンター構内からしか入館することができないため、施設入館料とは別にフラワーセンターの入場料が必要となる。開館時間、休館日はフラワーセンターに準ずる。展示品は当園のある加西市在住の蒐集家より寄贈されたものである。
2025年（令和7年）5月末をもって園内で営業している全飲食店とギフトショップが閉店した。飲食店・ギフトショップとも同じ業者が運営しており、その業者が撤退したためである。同年6月以降は当面基本は園内での自動販売機以外の飲食物と植物・園芸用品以外の土産物の購入ができなくなる（当園を会場とする飲食物や地元の特産品などの販売イベントは毎年開催されている)。

## 栄誉
2020年（令和2年）に当園のウツボカズラ属原種とストレプトカーパス属（交配品種、全種が同属に吸収された旧セントポーリア属も含む）のコレクションが、日本植物園協会のナショナルコレクションに認定された。
2022年（令和4年）には当園栽培のウツボカズラの一種ネペンテス・トランカータがつけた捕虫袋を世界最大としてギネス世界記録に申請し、同年8月20日「世界最大の捕虫袋を持つウツボカズラ」として認定された（全長55.5cm。過去の記録43cm（同種）を大幅に上回る）。
2024年（令和6年）には当園専門員が食虫植物普及の第一人者として、原種の系統コレクションの育成・管理、他園に栽培技術指導や株譲渡などを行い、国内の食虫植物展示を広く支えてきた功績を評価され、公益財団法人松下幸之助記念志財団の松下幸之助花の万博記念賞の松下正幸園芸賞を受賞した。

## 周辺
- 玉丘史跡公園（玉丘古墳群は国の史跡）